# ماکسیمیلیانو د لا کروس
ماکسیمیلیانو دِ لا کروس (اسپانیایی: Maximiliano de la Cruz‎؛ زادهٔ ۱۱ مارس ۱۹۷۶) بازیگر، طنزنویس و مجری اهل اروگوئه است. وی از سال ۱۹۹۱ میلادی تاکنون مشغول فعالیت بوده است.
از فیلم‌ها یا برنامه‌های تلویزیونی که وی در آن نقش داشته است، می‌توان به انجمن برف اشاره کرد.
وی بابت مشارکت‌های هنری-فرهنگی‌اش برندهٔ جوایز متعددی شده است.